# Sophus Engelsted
Carl Sophus Marius Neergaard Engelsted, född 8 mars 1823 i Köpenhamn, död 25 oktober 1914, var en dansk läkare.
Engelsted avlade medicinsk examen 1847, var kandidat vid Almindelig Hospital 1848–1852, distriktsläkare i Köpenhamn 1854–1856, disputerade för doktorsgraden 1854, var förste underläkare vid Almindeligt Hospitals dermatovenereologiska avdelning 1856–1859, blev överläkare där 1861, och, då avdelningen 1863 överflyttades till det nyöppnade Kommunehospitalet, överläkare vid dess 4:e avdelning (till 1882). Han var privatdocent i dermatovenereologi 1869–1882.
Engelsteds liv präglades av hans intresse för socialhygieniska frågor. Under koleraepidemin 1853 inlade han sig stor förtjänst och var konstituerad överläkare vid Almindeligt Hospital. Hans doktorsavhandling behandlar tuberkulosen, och med stor iver bekämpade han denna sjukdom, en kamp, som ledde till, att Kysthospitalet på Refsnæs vid Kalundborg inrättades på hans initiativ. År 1904 blev han hedersmedlem av den internationella föreningen för tuberkulosens bekämpande. Som den ledande venereolog invaldes han i kommissionen angående förhållningsregler mot könssjukdomarnas spridning, och han utförde under sina sista år ett mycket betydande arbete för att sprida kunskap om dessa sjukdomars smittvägar. 
År 1906 avgick Engelsted ur Sundhedskollegiet, officiellt av åldersskäl, men i realiteten som protest mot Peter Adler Albertis ständiga negligering av kollegiet, först i tuberkulosfrågan, senare även vid tjänstetillsättningar. Han var även kritisk till formerna för tuberkulosens bekämpande; han ansåg att inrättandet av talrika sanatorier var alltför kostsamt och ville istället inrätta tuberkulosstationer. Han var även motståndare till den kraftiga agitationen, som han ansåg kunna ge upphov till smitträdsla och skada de bröstsjuka. På äldre dagar bekämpade han ivrigt parlamentarismen. Han blev titulär professor 1869, men avsade sig titel och rang 1874.
Som resultat av hans filantropiska verksamhet kan nämnas Foreningen til ulykkelige Pigers Frelse och Foreningen til forvildede unge Pigers Frelse, som båda stiftades på hans initiativ. Han var borgarrepresentant 1882–1894. Förutom mindre skrifter utgav han Klinisk Vejledning til Diagnose, Behandling og Forebyggelse af de veneriske Sygdomme (1877, andra upplagan 1886), Klinisk Vejledning til Diagnose og Behandling af Hudens Sygdomme (1879) och den mycket märkliga, delvis självbiografiska skriften Gammelt og Nyt om Krig og Cholera, Tuberkulosens Bekæmpelse, Sundhedskollegiets Ødelæggelse (1910).